# Сахновский, Сергей Юльевич
Серге́й Юльевич Сахно́вский (род. 15 мая 1975, Москва, СССР) — бывший российский и израильский фигурист, выступал в танцах на льду вместе с Галит Хайт. Многократный чемпион Израиля, бронзовый призёр чемпионата мира 2002 года. Ранее выступал за Россию с Екатериной Свириной, в паре с которой стал чемпионом мира среди юниоров (1993 год).

## Карьера

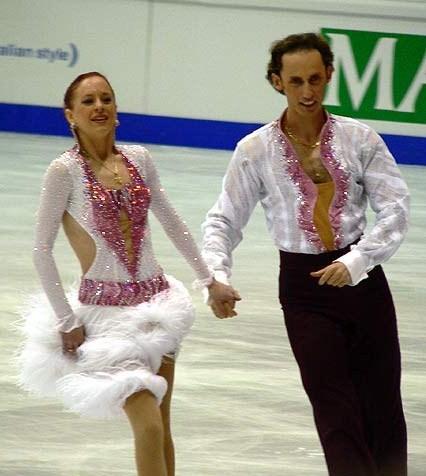
Галит Хайт и Сергей Сахновский на чемпионате Европы 2006 года.

В паре с Галит Хайт Сергей начал выступать за Израиль в 1996 году. В 2002 году они стали первыми израильскими фигуристами, завоевавшими бронзовую медаль чемпионата мира. Были участниками трёх Олимпиад: стали 14-ми в 1998 году, 6-ми в 2002 году и 8-ми в 2006 году.
Ранее, до переезда в Израиль Сергей Сахновский представлял Россию с Екатериной Свириной и непродолжительное время с Мариной Анисиной. Со Е.Свириной он выиграл Чемпионат мира среди юниоров 1993 года и стал серебряным призёром в 1994 году.
После зимней Олимпиады 2006 года в Турине пара Галит Хайт — Сергей Сахновский завершила любительскую спортивную карьеру.

## После спорта
В настоящее время Сергей выступает в различных шоу. В 2007 году участвовал в проекте «Ледниковый период», где выступал в паре с певицей из группы «Фабрика» Александрой Савельевой.
Осенью 2008 года принял участие в аналогичном шоу канала РТР — «Звёздный лёд», где его партнёршей стала телеведущая Дана Борисова.
Живёт в Нью-Йорке.

## Спортивные достижения за Израиль

### После 2000 года
(с Хайт)
| Соревнования                 | 2000—2001 | 2001—2002 | 2002—2003 | 2003—2004 | 2004—2005 | 2005—2006 |
| ---------------------------- | --------- | --------- | --------- | --------- | --------- | --------- |
| Зимние Олимпийские игры      |           | 6         |           |           |           | 8         |
| Чемпионаты мира              | 6         | 3         | 6         | 7         | 6         | 6         |
| Чемпионаты Европы            | 5         | 5         | 6         | 5         | 4         | 5         |
| Чемпионаты Израиля           | 1         | 1         | 1         | 1         | 1         |           |
| Финалы Гран-при              | 4         | 5         | 5         |           | 4         | 4         |
| Этапы Гран-при:Cup of Russia | 3         | 2         |           | 3         |           | 2         |
| Этапы Гран-при:Cup of China  |           |           |           |           | 2         | 2         |
| Этапы Гран-при:Skate Canada  | 2         | 2         |           | 4         | 3         |           |
| Этапы Гран-при:Skate America | 4         | 2         | 4         |           | 2         |           |
| Этапы Гран-при:NHK Trophy    |           |           | 3         | 3         |           |           |
| Этапы Гран-при:Bofrost Cup   |           |           | 2         |           |           |           |
| Skate Israel                 |           |           |           | 1         |           | 1         |
| Игры доброй воли             |           | 2         |           |           |           |           |

### До 2000 года
(с Хайт)
| Соревнования                   | 1995—1996 | 1996—1997 | 1997—1998 | 1998—1999 | 1999—2000 |
| ------------------------------ | --------- | --------- | --------- | --------- | --------- |
| Зимние Олимпийские игры        |           |           | 14        |           |           |
| Чемпионаты мира                | 23        | 18        | 14        | 13        | 5         |
| Чемпионаты Европы              |           | 14        | 12        | 10        | 6         |
| Чепмионаты Израиля             | 1         | 1         | 1         |           | 1         |
| Этапы Гран-при:NHK Trophy      |           |           | 7         |           | 5         |
| Этапы Гран-при:Trophee Lalique |           |           |           | 5         | 6         |
| Этапы Гран-при:Nations Cup     |           |           | 7         | 5         |           |
| Этапы Гран-при:Cup of Russia   |           | 7         |           |           |           |
| Мемориал Карла Шефера          |           |           | 3         |           |           |
| Skate Israel                   |           |           | 1         | 1         | 1         |

## Спортивные достижения за Россию
(со Свириной)
| Соревнования/Сезон                          | 1992–1993 | 1993–1994 | 1994–1995 |
| ------------------------------------------- | --------- | --------- | --------- |
| Игры Доброй Воли                            |           |           | 3         |
| Чемпионат мира (юниоры)                     | 1         | 2         |           |
| Европейский юношеский Олимпийский фестиваль | 2         |           |           |